# Nova Orchester Wien

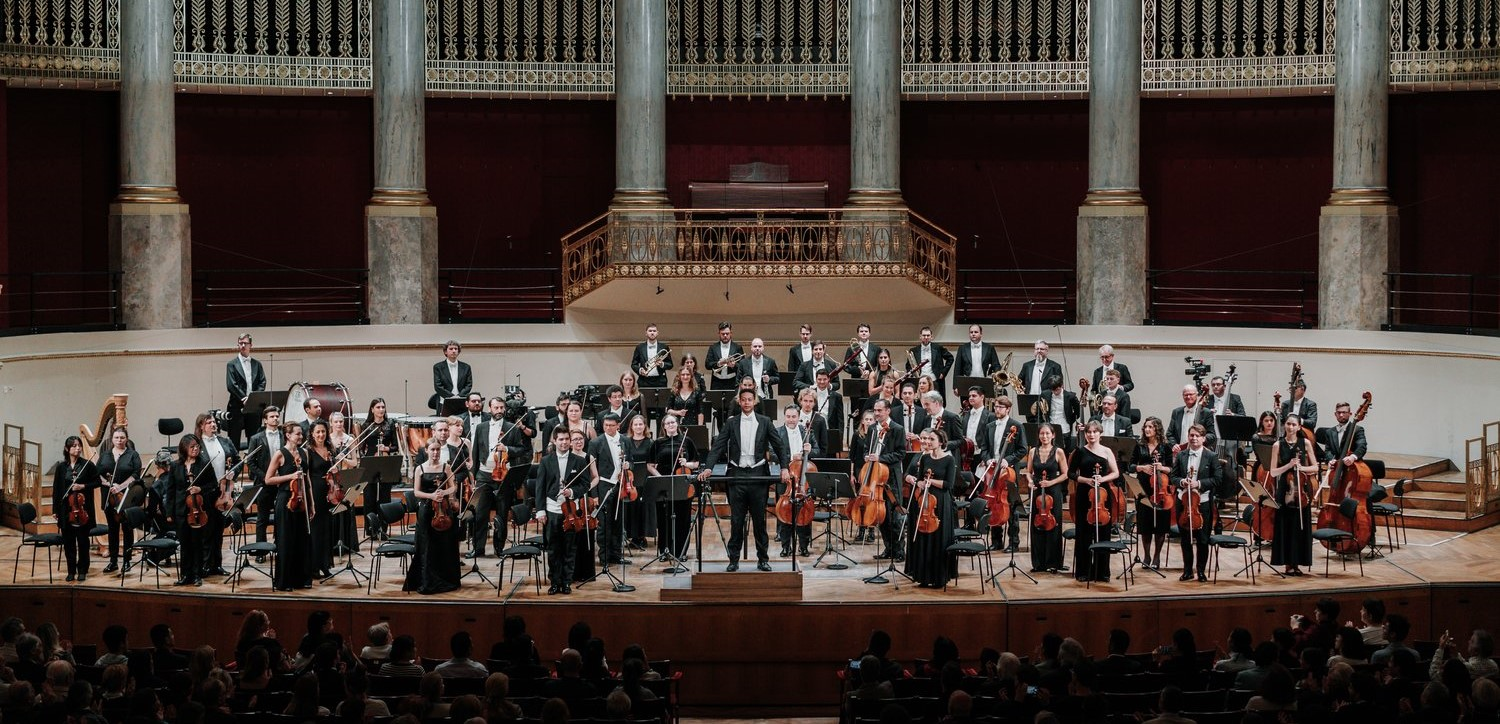
Das Nova Orchester Wien bei ihrem Konzert "Bruckner NOW!" am 27. September 2024 im Wiener Konzerthaus.

Das Nova Orchester Wien (NOW!) ist ein Wiener Symphonieorchester, das für die Verbindung von Tradition und Innovation bekannt ist. Unter der Leitung des US-amerikanischen Chefdirigenten William Garfield Walker zeichnet sich das Orchester durch vielseitige Programmgestaltung und eine unverwechselbare künstlerische Vision aus.

## Geschichte
Während der COVID-19-Pandemie im Jahr 2020 wurde das Nova Orchester gegründet und zählt zu den jüngsten Orchestern Wiens. Während der Kulturbetrieb weltweit stark eingeschränkt war, entstand NOW! mit dem Ziel, innovative Konzepte innerhalb der klassischen Musik zu entwickeln und eine neue Generation von Musikern zu fördern. Besondere Aufmerksamkeit erlangte das Orchester durch seine Teilnahme an globalen Events wie dem G20-Wirtschaftsforum.

## Künstlerische Ausrichtung
Das Nova Orchester bedient ein Repertoire von klassischen Komponisten bis hin zu zeitgenössischen Werken. Neben Anton Bruckner, Wolfgang Amadeus Mozart oder Ludwig van Beethoven hat das Orchester auch Werke unterrepräsentierter Komponistinnen wie Florence Price, Jennifer Higdon und Lili Boulanger aufgeführt.

## Projekte und Kooperationen
Mit „BRUCKNER! NOW!“ nahm das Orchester am 200. Geburtstag von Anton Bruckner im Wiener Konzerthaus teil und führte dort Werke von Verdi, Debussy und Bruckner auf. In Kooperation mit dem Österreichischen Roten Kreuz gab das Orchester 2022 und 2023 ein Benefizkonzert zu Gunsten eines Pflegeprojekts in Armenien. Neben seinen Auftritten in Wien engagiert sich das Nova Orchester auch in internationalen Projekten. So spielte es beim G20-Wirtschaftsforum per digitaler Übertragung für ein weltweites Publikum. Zu seinen internationalen Kooperationen zählen zudem gemeinsame Projekte mit der US-amerikanischen Botschaft sowie dem Österreichischen Konsulat in Mailand. Im Juni 2025 wird das Orchester als Gast beim finnischen Festival X auftreten. Seit seiner Gründung hat das Nova Orchester mit Solisten wie Narek Hakhnazaryan, Pieter Wispelwey, Maria Nazarova, Rebecca Nelsons sowie Alexander Malofeev zusammengearbeitet.

## Leitung und Mitglieder
Chefdirigent William Garfield Walker ist mehrfacher Solti-Preisträger und leitet das Orchester seit seiner Gründung. Sein Studium absolvierte er am Royal College of Music in London und wurde von der Northside Sun als „Modern Day Maestro“ bezeichnet. Neben dem Nova Orchester war er ebenso künstlerischer Leiter und Dirigent des Master Camerata Orchestra aus Mississippi. 2023 wurde Walker als Solti Conducting Fellow (Elizabeth Buccheri Residency) an der Washington National Opera im Kennedy Center ausgezeichnet. Zu seinen weiteren Ehrungen zählt das Ansbacher Conducting Fellowship (2021), das von Mitgliedern der AAF und den Wiener Philharmonikern verliehen wurde.
Das Orchester besteht zu etwa 70 % aus Frauen und vereint Musizierende aus über 20 Ländern. Wie Orchestermanager Izidor Mendaš es ausdrückte, kommen sie „von allen Kontinenten, ausgenommen der Antarktis“. Unabhängig von ihrer Herkunft verbindet alle Musiker die Stadt Wien als Gemeinsamkeit, in der sie alle studiert, gearbeitet oder gelebt haben.